# Lacus Somniorum

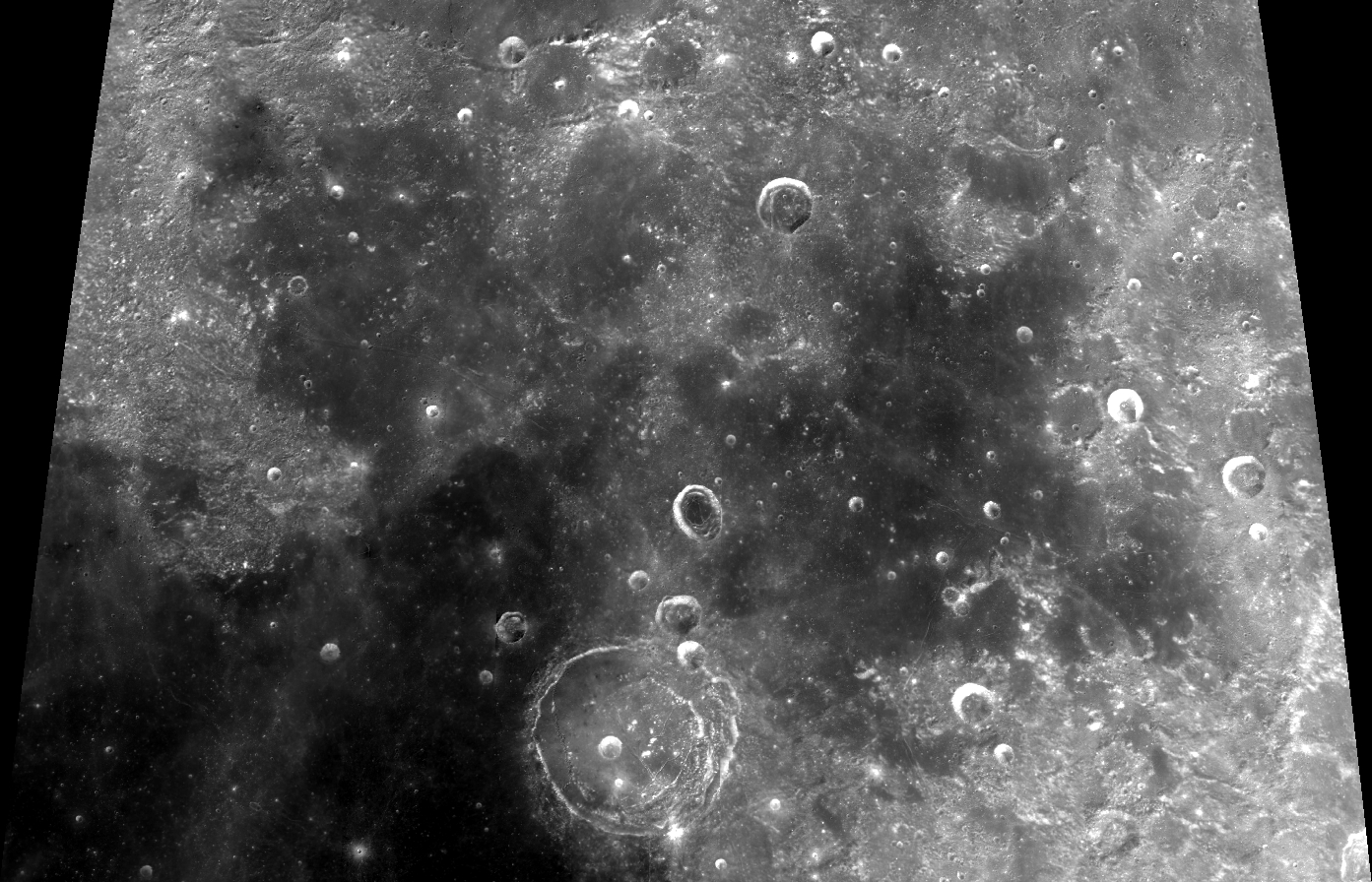
Lacus Somniorum, photographié par la sonde orbitale Clementine. En bas à gauche une partie de Mare Serenitatis. En bas et au milieu le cratère Posidonius de 95 km de large.

Lacus Somniorum (Lac des songes en latin) est une plaine située dans la partie nord-est de la face visible de la Lune. Ses coordonnées sélénographiques sont 38, 29,2 pour un diamètre de 384 km et une superficie de quelque 70 000 km2. C'est la plus grande des formations lunaires appelées « Lacus ». Son nom lui a été donné par l’astronome italien Giovanni Riccioli et a été adopté par l'Union astronomique internationale en 1935.
Lacus Somniorum est une formation irrégulière avec des limites assez peu précises. La surface, créée par des flots de lave basaltique, a le même faible albédo que la plus grande mer lunaire.
Au sud-ouest, cette plaine est unie à la mer de la sérénité par un large fossé au nord-ouest du cratère Posidonius. Ce cratère forme l'extrémité ouest de la limite sud qui s'étend vers l'est sur la longitude 41° avant de tourner au nord-ouest. le cratère Hall se trouve le long de cette limite sud de même qu'une rainure de 150 km de long appelée le Rima G Bond, d'après le petit cratère G. Bond au sud de Hall.
L'irrégulière limite orientale s'approche du petit cratère Maury (en) avant de continuer vers le nord jusqu'à ce qu'elle atteigne les restes du cratère Williams d'où le bord continue  vers l'ouest. Une région frontalière étroite sépare Lacus Somniorum du plus petit Lacus Mortis au nord. Cette bande de terrain accidenté comprend les cratères d'impact Mason (en) et Plana (en).
Enfin, le lac se recourbe vers le sud, rejoignant une région de terrain accidenté le long de la limite nord de la Mare Serenitatis. Un système de crevasses appelé le Daniell Rimae se trouve dans la moitié sud de cette zone.
Ces crevasses ont été ainsi appelées d'après le cratère Daniell (en), une petite formation au nord de Posidonius encerclée par Lacus Somniorum. Le petit cratère Grove (en) se trouve au nord de Daniell, près de la lisière nord de cette formation.